# Rudolf Keijser
John Rudolf Keijser, född 2 maj 1922 i Stockholm, död 18 april 1991 i Huddinge församling, var en svensk musiker. 
Keijser var i början av tonåren medlem av Gymnastiksällskapet Norden och turnerade bland annat med Cirkus Scott. 1940 började han medverka i Vårat gäng som trumpetaren Rulle. Keijser är begravd på Skogskyrkogården i Stockholm.

## Filmografi
- 1942 – Vårat gäng